# Dimitri Diatchenko
Dimitri Diatchenko (* 11. April 1968 in San Francisco, Kalifornien; † 21. April 2020 in Daytona Beach, Florida) war ein US-amerikanischer Schauspieler und Musiker, der aufgrund seines makellosen russischen Akzents häufig russischsprachige Charaktere in US-amerikanischen Filmen, Fernsehserien und Computerspielen verkörperte.

## Leben und Wirken
Der gebürtige San Franciscoer Dimitri Diatchenko, der einen ukrainischen Vater und eine Mutter mit schwedisch-griechischen Wurzeln hat, erhielt bereits im Alter von sieben Jahren klassischen Gitarrenunterricht und hatte zwei Jahre später schon seinen ersten Solo-Auftritt. Während und nach seinem Musikstudium gewann Dimitri Diatchenko diverse Medaillen bei US-amerikanischen Gitarren-Wettbewerben wie beispielsweise der Stotsenberg International Classical Guitar Competition im kalifornischen Malibu oder der World Championships of Performing Arts im kalifornischen Hollywood. Zudem veröffentlichte Dimitri Diatchenko vier Solo-Alben.
Er besuchte die Newton North High School in Newton, Massachusetts und später dann die Stetson University in DeLand, Florida. Dort war er Stipendiat, studierte im Hauptfach Klassische Gitarre und erhielt von der Universität den Bachelor in Musik (Bachelor of Music). Nachdem Dimitri Diatchenko dann an die Florida State University in Tallahassee wechselte, führte er seine Musik- und Schauspielstudien im Masterprogramm fort. Im April 1996, als er seinen Master an der Floria State University machte -er erhielt den Master in Musik (Master of Music)-, wurde Dimitri Diatchenko für den Kinofilm Die Akte Jane von Ridley Scott gecastet. Er erhielt eine kleine Rolle als Auszubildender in dem Film. Daraufhin widmete er sich weiter dem Schauspiel und zog nach Los Angeles, um seine Schauspielkarriere voranzutreiben. Dort gab Dimitri Diatchenko aber auch privaten Gitarrenunterricht und spielte als Gitarrist regelmäßig Solo-Konzerte oder in Ensembles mit.
Seine Schauspielkarriere begann in den späten 1990er Jahren. Dimitri Diatchenko hatte zunächst Episodenrollen in mehreren US-amerikanischen Fernsehserien wie z. B. Alias – Die Agentin, CSI: Miami oder How I Met Your Mother. 2008 folgten dann Auftritte in den bekannten Kinofilmen Indiana Jones und das Königreich des Kristallschädels und Get Smart.
Für seine Darstellung des ukrainischen Reiseführers Juri in dem Kinofilm Chernobyl Diaries lobten ihn einige deutsche und US-amerikanische Filmkritiker.
Neben der Schauspielerei, arbeitete Dimitri Diatchenko auch als Sprecher für Computerspiele. Sein erstes Computerspiel war 2005 Medal of Honor: European Assault.
Nachdem seine Familie einige Tage nichts von ihm gehört hatte, wurde die Polizei verständigt, die Diatchenko am Mittwoch, den 22. April 2020 tot in seinem Haus in Daytona Beach auffand.

## Filmografie (Auswahl)

### Filme
- 1997: Die Akte Jane (G.I. Jane)
- 1999: Todsichere Geschäfte (The Settlement)
- 2006: Love Made Easy
- 2006: The Genius Club
- 2006: Miriam
- 2007: The Longest Yard Sale
- 2008: Remarkable Power
- 2008: Indiana Jones und das Königreich des Kristallschädels (Indiana Jones and the Kingdom of the Crystal Skull)
- 2008: Get Smart
- 2010: Burning Palms
- 2012: Chernobyl Diaries
- 2012: Clubhouse
- 2013: Company of Heroes
- 2016: They’re Watching

### Serien
- 1997: Total Security
- 1997: Diagnose: Mord (Diagnosis: Murder)
- 1998: Timecop
- 1999: Walker, Texas Ranger
- 1999: Pensacola – Flügel aus Stahl (Pensacola: Wings of Gold)
- 2000: V.I.P. – Die Bodyguards (V.I.P.)
- 2000: Highway to Hell – 18 Räder aus Stahl (18 Wheels of Justice)
- 2001: Expedition der Stachelbeeren (The Wild Thornberrys, Stimme)
- 2004: Alias – Die Agentin (Alias)
- 2005: Wanted
- 2006: Hotel Zack & Cody (The Suite Life of Zack & Cody)
- 2007: Criminal Minds
- 2007: Shark
- 2007: Burn Notice
- 2008: The Riches
- 2008: My Own Worst Enemy
- 2008: Without a Trace – Spurlos verschwunden (Without a Trace)
- 2009: CSI: Miami
- 2009: Family Guy (Stimme)
- 2010: General Hospital
- 2011: Sons of Anarchy
- 2012: How I Met Your Mother
- 2014: Bones – Die Knochenjägerin (Bones)
- 2014: 2 Broke Girls

### Computerspiele (als Sprecher und Darsteller)
- 2005: Medal of Honor: European Assault
- 2005: Quake 4
- 2006: SOCOM: U.S. Navy SEALs Combined Assault
- 2006: SOCOM: U.S. Navy SEALs Fireteam Bravo 2
- 2008: Iron Man
- 2008: Command & Conquer: Alarmstufe Rot 3 (Command & Conquer: Red Alert 3)
- 2008: Fracture
- 2008: Call of Duty: World at War
- 2008: Aion (Aion: The Tower of Eternity)
- 2009: Resistance: Retribution
- 2009: Command & Conquer: Alarmstufe Rot 3 – Der Aufstand (Command & Conquer: Red Alert 3 – Uprising)
- 2009: Wolfenstein
- 2009: Uncharted 2: Among Thieves
- 2009: Rogue Warrior
- 2010: Iron Man 2
- 2010: Singularity
- 2010: Crackdown 2
- 2010: Spider-Man: Shattered Dimensions
- 2010: Call of Duty: Black Ops
- 2011: Uncharted 3: Drake’s Deception
- 2012: Call of Duty: Black Ops II
- 2013: Tomb Raider
- 2013: The Last of Us
- 2015: Battlefield Hardline
- 2015: Fallout 4
- 2015: Rise of the Tomb Raider
- 2016: XCOM 2

## Auszeichnungen

### Musik
- 2003: Instrumental and Acting Grand Champion bei den World Championships of Performing Arts (Weltmeisterschaft der darstellenden Künste)[10]

## Trivia
- Im Alter von sieben Jahren begann Dimitri Diatchenko Martial arts zu lernen. Er hat einen schwarzen Gurt in Tae Kwon Do und in Kenpo Karate. Des Weiteren lernte er noch Boxen und Arnis. In den frühen 1990er Jahren gewann Dimitri Diatchenko in den USA viele Medaillen in der Kampfsportart Full Contact, z. B. beim US Olympic Festival, den WTF National Championships oder der 1991 World Invitational in Miami, Florida.